# Pierre Forthomme
Pierre Forthomme (Verviers 24 mai 1877 - Bruxelles 2 décembre 1959) est un homme politique belge libéral.

## Biographie
Ayant commencé sa carrière par la diplomatie, Pierre Forthomme fut entre autres ministre plénipotentiaire en 1920. Il fut par la suite élu à deux reprises à la Chambre des représentants pour l'arrondissement de Verviers (1921-1925 et 1929-1932). Entre 1932 et 1936, il fut sénateur provincial. Il occupa plusieurs postes ministériels : la Défense nationale (1923-1925), les PTT (1929-1931), les Transports (1932-1934) et les Travaux publics (1934). À partir de 1922, il fut membre du conseil supérieur de l'union économique belgo-luxembourgeoise.
Après avoir quitté la scène politique, il redevint diplomate et fut ambassadeur au Japon (1939-1942).
Il est inhumé au Cimetière de Bruxelles à Evere.

## Distinctions
- Grand-croix de l'ordre de la Couronne (en mai 1936).